# 1222
Il 1222 (MCCXXII in numeri romani) è un anno  del XIII secolo.

## Eventi

### Per luogo

#### Africa
- Manden Charter proclamato nel Mali

#### Asia minore
- Giovanni III Ducas Vatatzes diventa imperatore bizantino (nell'Impero di Nicea)

#### Europa
- Approfittando della ribellione dei conti Guidi e Alberti, signori del Casentino, Firenze dichiara guerra a Pisa e la sconfigge.
- Eric XI diventa re della Svezia
- Ottocaro I di Boemia riunisce la Boemia e la Moravia
- Crisobolla del 1222 in Ungheria
- 25 dicembre - Disastroso terremoto a Brescia

### Per argomento

#### Architettura
- Completamento del monastero cistercense di Alcobaça in Portogallo

#### Astronomia
28 settembre - XX passaggio noto della cometa di Halley al perielio. (Evento astronomico 1P/1222 R1)

#### Istruzione
- 29 settembre - Università degli studi di Padova - istituzione ufficiale

#### Religione
- Alessandro di Hales entra nell'ordine francescano.
- 17 aprile - Stephen Langton, vescovo di Canterbury, apre un concilio a Osney

## Nati
- 16 febbraio - Nichiren, monaco buddhista giapponese († 1282)
- 28 marzo - Ermanno II di Turingia, nobile tedesco († 1241)
- 4 agosto - Riccardo di Clare, VI conte di Gloucester, nobile britannico († 1262)
- Abutsu-ni, poeta e monaco buddista giapponese († 1283)
- Alfonso d'Aragona, principe spagnolo († 1260)
- Andrea II di Vladimir, sovrano († 1264)
- Iolanda di Châtillon-Nevers († 1254)
- Alberghetto Manfredi, nobile italiano († 1275)
- Qalawun, sultano turco († 1290)
- Llywelyn ap Gruffydd, sovrano gallese († 1282)

## Morti
- 22 gennaio - Erveo IV di Donzy, nobile francese (n. 1173)
- 1º febbraio - Alessio I di Trebisonda, imperatore bizantino (n. 1182)
- 4 febbraio - Guglielmo I d'Olanda, nobile olandese
- 10 marzo - Giovanni I di Svezia, re (n. 1201)
- 23 giugno - Costanza d'Aragona, regina (n. 1183)
- 2 agosto - Raimondo VI di Tolosa, trovatore francese (n. 1156)
- 12 agosto - Vladislao III Enrico di Boemia, nobile (n. 1160)
- Michele Coniata, storico e vescovo ortodosso bizantino (n. 1138)
- Desiderio di Die, vescovo cattolico e monaco cristiano francese
- Évrard de Fouilloy, vescovo cattolico francese
- Guido II d'Alvernia, conte
- Manuele I Caritopulo, arcivescovo ortodosso bizantino
- Maria de Ventadorn, mecenate e trobairitz francese
- Yab-Alaha II, vescovo cristiano orientale siro
- Robert de Luzarches, architetto francese (n. 1180)

## Calendario
| Calendario 1222 | Calendario 1222 | Calendario 1222 | Calendario 1222 | Calendario 1222 | Calendario 1222 | Calendario 1222 | Calendario 1222 | Calendario 1222 | Calendario 1222 | Calendario 1222 | Calendario 1222 | Calendario 1222 | Calendario 1222 | Calendario 1222 | Calendario 1222 | Calendario 1222 | Calendario 1222 | Calendario 1222 | Calendario 1222 | Calendario 1222 | Calendario 1222 | Calendario 1222 | Calendario 1222 | Calendario 1222 | Calendario 1222 | Calendario 1222 | Calendario 1222 | Calendario 1222 | Calendario 1222 | Calendario 1222 | Calendario 1222 | Calendario 1222 |
| --------------- | --------------- | --------------- | --------------- | --------------- | --------------- | --------------- | --------------- | --------------- | --------------- | --------------- | --------------- | --------------- | --------------- | --------------- | --------------- | --------------- | --------------- | --------------- | --------------- | --------------- | --------------- | --------------- | --------------- | --------------- | --------------- | --------------- | --------------- | --------------- | --------------- | --------------- | --------------- | --------------- |
|                 | 1               | 2               | 3               | 4               | 5               | 6               | 7               | 8               | 9               | 10              | 11              | 12              | 13              | 14              | 15              | 16              | 17              | 18              | 19              | 20              | 21              | 22              | 23              | 24              | 25              | 26              | 27              | 28              | 29              | 30              | 31              |                 |
| Gennaio         | Sa              | Do              | Lu              | Ma              | Me              | Gi              | Ve              | Sa              | Do              | Lu              | Ma              | Me              | Gi              | Ve              | Sa              | Do              | Lu              | Ma              | Me              | Gi              | Ve              | Sa              | Do              | Lu              | Ma              | Me              | Gi              | Ve              | Sa              | Do              | Lu              |                 |
| Febbraio        | Ma              | Me              | Gi              | Ve              | Sa              | Do              | Lu              | Ma              | Me              | Gi              | Ve              | Sa              | Do              | Lu              | Ma              | Me              | Gi              | Ve              | Sa              | Do              | Lu              | Ma              | Me              | Gi              | Ve              | Sa              | Do              | Lu              |                 |                 |                 |                 |
| Marzo           | Ma              | Me              | Gi              | Ve              | Sa              | Do              | Lu              | Ma              | Me              | Gi              | Ve              | Sa              | Do              | Lu              | Ma              | Me              | Gi              | Ve              | Sa              | Do              | Lu              | Ma              | Me              | Gi              | Ve              | Sa              | Do              | Lu              | Ma              | Me              | Gi              |                 |
| Aprile          | Ve              | Sa              | Do              | Lu              | Ma              | Me              | Gi              | Ve              | Sa              | Do              | Lu              | Ma              | Me              | Gi              | Ve              | Sa              | Do              | Lu              | Ma              | Me              | Gi              | Ve              | Sa              | Do              | Lu              | Ma              | Me              | Gi              | Ve              | Sa              |                 |                 |
| Maggio          | Do              | Lu              | Ma              | Me              | Gi              | Ve              | Sa              | Do              | Lu              | Ma              | Me              | Gi              | Ve              | Sa              | Do              | Lu              | Ma              | Me              | Gi              | Ve              | Sa              | Do              | Lu              | Ma              | Me              | Gi              | Ve              | Sa              | Do              | Lu              | Ma              |                 |
| Giugno          | Me              | Gi              | Ve              | Sa              | Do              | Lu              | Ma              | Me              | Gi              | Ve              | Sa              | Do              | Lu              | Ma              | Me              | Gi              | Ve              | Sa              | Do              | Lu              | Ma              | Me              | Gi              | Ve              | Sa              | Do              | Lu              | Ma              | Me              | Gi              |                 |                 |
| Luglio          | Ve              | Sa              | Do              | Lu              | Ma              | Me              | Gi              | Ve              | Sa              | Do              | Lu              | Ma              | Me              | Gi              | Ve              | Sa              | Do              | Lu              | Ma              | Me              | Gi              | Ve              | Sa              | Do              | Lu              | Ma              | Me              | Gi              | Ve              | Sa              | Do              |                 |
| Agosto          | Lu              | Ma              | Me              | Gi              | Ve              | Sa              | Do              | Lu              | Ma              | Me              | Gi              | Ve              | Sa              | Do              | Lu              | Ma              | Me              | Gi              | Ve              | Sa              | Do              | Lu              | Ma              | Me              | Gi              | Ve              | Sa              | Do              | Lu              | Ma              | Me              |                 |
| Settembre       | Gi              | Ve              | Sa              | Do              | Lu              | Ma              | Me              | Gi              | Ve              | Sa              | Do              | Lu              | Ma              | Me              | Gi              | Ve              | Sa              | Do              | Lu              | Ma              | Me              | Gi              | Ve              | Sa              | Do              | Lu              | Ma              | Me              | Gi              | Ve              |                 |                 |
| Ottobre         | Sa              | Do              | Lu              | Ma              | Me              | Gi              | Ve              | Sa              | Do              | Lu              | Ma              | Me              | Gi              | Ve              | Sa              | Do              | Lu              | Ma              | Me              | Gi              | Ve              | Sa              | Do              | Lu              | Ma              | Me              | Gi              | Ve              | Sa              | Do              | Lu              |                 |
| Novembre        | Ma              | Me              | Gi              | Ve              | Sa              | Do              | Lu              | Ma              | Me              | Gi              | Ve              | Sa              | Do              | Lu              | Ma              | Me              | Gi              | Ve              | Sa              | Do              | Lu              | Ma              | Me              | Gi              | Ve              | Sa              | Do              | Lu              | Ma              | Me              |                 |                 |
| Dicembre        | Gi              | Ve              | Sa              | Do              | Lu              | Ma              | Me              | Gi              | Ve              | Sa              | Do              | Lu              | Ma              | Me              | Gi              | Ve              | Sa              | Do              | Lu              | Ma              | Me              | Gi              | Ve              | Sa              | Do              | Lu              | Ma              | Me              | Gi              | Ve              | Sa              |                 |